# モダリティ
モダリティ (modality) または法性（ほうせい）、様相性（ようそうせい）とは、話している内容や聞き手に対する話し手の判断や態度（attitude）に関する言語表現の概念体系である。
例えば、「きっと雨が降るだろう」という文では、「雨が降る」ということに対する話し手の推測が「きっと～だろう」によって表されているので、この部分がモダリティ形式であるといえる。モダリティには「きっと～だろう」で表されるような事柄に対する対事モダリティと「おいしいね」「おもしろいよ」の「ね」や「よ」のような形式で表される聞き手に対する対人モダリティとがある。
対事モダリティには、「かもしれない」や「だろう」に見られるような可能性や蓋然性などに関わる認識様態のモダリティ（epistemic modality）と、「なければならない」や「てもよい」に見られる義務や許可などに関わる義務モダリティ（deontic modality）がある。認識様態モダリティと義務モダリティは言語によっては同じ形式で表現されることもある。例えば英語ではmust（に違いない／なければならない）やmay（かもしれない／てもよい）が両意味に用いられる。日本語「なければならない」も文脈によっては義務でなく必然性を表現する。
また、モダリティを表示する文法形式を特にムードと呼ぶことがある。動詞などの語形変化を｢ムード｣（mood）、ムードで表しきれない意味を担う助動詞等の体系を｢モダリティ｣（modality）とする場合が多い。本来は、mood（述べ方、叙法）の形容詞形 modal（叙法の）を再び名詞化した語が modality（叙法的なもの）であった。